# ミドル級
ミドル級（ミドルきゅう、英: middle weight）は、ボクシングなどの格闘技で用いられる階級の1つ。意味はそのまま「中間」。

## ボクシング
プロボクシングでの契約ウェートは、154 - 160ポンド (69.853 - 72.575kg) 。スーパーウェルター級とスーパーミドル級の間の階級で、全17階級中5番目に重い階級。現在全階級の中でちょうど真ん中に位置するのはライト級で、かつて階級が現在ほど細分化されていなかった頃にヘビー級とライト級の中間として設置されたため、ミドル級と呼んだ。
アマチュアボクシングでは、69 - 75kgである。アマチュア女子ボクシングでは2012年ロンドンオリンピックより正式種目に採用され、女子の最重量級とされた。
ヘビー級、ライト級に次いで1890年代に創設された。初代世界王者はジャック・デンプシー（ジョン・エドワード・ケリー）。
全階級中でも特に競争が激しく、世界的に多くの人間、特にボクシングが盛んな欧米出身者がこの階級に適した骨格と身長を持つため、日本人には絶対に不可能と言われていた階級であるが、竹原慎二（沖）がWBA世界ミドル級王座（1995年12月19日 - 1996年6月24日）を獲得した。
2016年までは竹原に次ぐ日本人世界王者が20年以上誕生しなかったが、2017年10月22日に村田諒太（三迫/帝拳）がWBA世界ミドル級王座の奪取に成功し、2人目の事例となった。村田は2011年に世界選手権で日本人初となる銀メダルを獲得、2012年ロンドンオリンピックでの金メダルも獲得しており、プロ、アマ双方でのタイトル獲得に成功した初の日本人でもある。村田は2018年4月15日の初防衛戦においても勝利を収め、同級において日本人で初の防衛王者ともなった。
この階級の世界王座最多防衛記録はバーナード・ホプキンス（アメリカ合衆国 / IBF）の20度で、ホプキンスが史上初の主要4団体王座統一に成功したのもこの階級。

## 総合格闘技
総合格闘技での契約ウェートは、175 - 185ポンド (79.3787 - 83.9146kg) 。スーパーウェルター級とスーパーミドル級の間の階級であり、全14階級中6番目に重い階級。ネバダ州アスレチック・コミッションおよびボクシング・コミッション協会により規定されている階級である。
- PRIDEでは、93.0kg契約と規定していた。
- DREAMでは、84.0kg契約と規定していた。
- HERO'Sでは、70.0kg契約と規定していた。

## キックボクシング
- GLORYでの契約ウェートは84.0kgに規定されている。
- ISKAでは、75.0kg (165lbs)契約に規定されている。
- シュートボクシングでは、72.5kg契約に規定されている。

## K-1
- かつてのFEG体制の旧K-1での契約ウェートは70.0kgに規定され、ミドル級の大会はK-1 WORLD MAXとして行われていた。
- 新生K-1での契約ウェートは75.0kgに規定されている。

## ムエタイ
ムエタイでの契約ウェートは、154 - 160ポンド (69.853 - 72.575kg) 。スーパーウェルター級とスーパーミドル級の間の階級であり、全19階級中7番目に重い階級。世界ムエタイ評議会により規定されている。

## レスリング
レスリングでかつてミドル級と呼ばれたものは、現在の84kg級に当たる。女子では63kg級をミドル級と呼ぶ事も。

## 柔道
五輪柔道では、男子では1996年以降81-90kgを、女子では2000年以降63-70kgをミドル級（中量級）とみなした。

## テコンドー
テコンドーでは、国際競技連盟によりそれぞれ規定されており、WTとITFでは規定が異なっている。

## WT
ワールドテコンドー (WT) では、男子 80kg - 87 kg、女子 67kg - 73kg をミドル級と規定している。

## ITF
国際テコンドー連盟 (ITF) では、男子 63kg - 71 kg、女子 58kg - 63kg をミドル級と規定している。

## プロレス
メキシコ等、階級制が設けられている国ではミドル級が存在し王座も認定している。また、元々はメキシコで認定されていた王座が日本で定着しているケースもある。